# Casino Tycoon 2
Série
Casino Tycoon
(1992)
Pour plus de détails, voir Fiche technique et Distribution.
Casino Tycoon 2 (chinois traditionnel: 賭城大亨之新哥傳奇, Do sing dai hang II: Ji juen mou dik) est un film hongkongais écrit, produit et réalisé par Wong Jing avec Andy Lau et Chingmy Yau. Il s'agit de la suite de  Casino Tycoon, sorti la même année.

## Synopsis
Andy Lau retourne dans son rôle d'homme de jeu à Macao, avec le personnage de Benny Ho. Nous retrouvons Ho 18 ans après le dernier film alors qu'il a établi son empire de casino à Macao, et vit avec sa fille et sa femme en fauteuil roulant. Quand sa fille ramène à la maison un jeune homme désireux de progresser dans l'Empire des Casinos Ho, celui-ci devient mêlé à un complot visant à détruire sa famille.

## Fiche technique
- Titre : Casino Tycoon 2
- Titre original : 賭城大亨２之至尊無敵 (Do sing daai hang II ji ji juen mo dik)
- Réalisation et scénario : Wong Jing
- Musique : Lowell Lo, Lee Yiu-Dung et Sherman Chow
- Producteur : Wong Jing
- Distribution : Newport Entertainment Ltd.
- Pays :  Hong Kong
- Langue : cantonais

## Distribution
- Dennis Chan : nécromancien
- Vivian Chan
- John Ching : Niu
- Tiet Wo Chu
- Shiu Hung Hui : Kao Ming
- Andy Lau : Benny
- Siu-Ming Lau : Nieh Ao-Tien
- Sandra Ng Kwan Yue : Chu Lin-lin
- Alex Man : Kuo Ying-Nan